# ريان فيتزباتريك
ريان فيتزباتريك (بالإنجليزية: Ryan Fitzpatrick)‏ (و. 1982  م) هو لاعب كرة قدم أمريكية أمريكي، ولد في غيلبرت، مركز لعبه هو ظهير ربعي.

## التعليم
تعلم في جامعة هارفارد.

## روابط خارجية
- ريان فيتزباتريك على موقع إي إس بي إن.كوم (أن.أف.أل)3
- ريان فيتزباتريك على موقع مرجع كرة القدم المحترفة.كوم (الإنجليزية)